# 대륙밭쥐
대륙밭쥐 또는 북방대륙밭쥐(학명: Craseomys rufocanus)는 밭쥐류의 일종이다. 성체의 몸무게는 20-50g에 이르며, 몸길이는 110-142mm, 꼬리는 393-55mm 정도이다. 중국과 한반도 북부 그리고 사할린섬과 홋카이도를 포함하여 유라시아 북부 지역에 분포한다. 유사한 지역에 분포하는 숲들쥐보다 크고 긴 다리를 갖고 있다.

## 같이 보기
- 한국의 포유동물